# Cani Africani del villaggio
I cani del villaggio africano sono quei cani trovati in Africa che discendono direttamente da un pool ancestrale di cani indigeni. I cani dei villaggi africani sono stati e sono i compagni stretti di insediamenti umani in Africa, essi si originarono inizialmente dal Nord Africa per poi diffondendosi a sud.

## Razze
Esistono diversi tipi di cani del villaggio africano:
- Avuvi : un cane da villaggio tipo pariah del Ghana.[3]
- Cane Baganda : un cane da caccia impiegato nella ricerca di gazzelle, bufali, ippopotami ed elefanti; simile a Lurcher proveniente dall'Uganda, dal nome della tribù Baganda[4]
- Bagirmi Dog: un grosso cane dal colore pezzato, dal nome del Dipartimento di Baguirmi del Ciad
- Cameroon Dog : cane da caccia dell'Africa occidentale, di taglia media e tipo primitivo, con orecchie erette, zampe lunghe e pelo corto, spesso di colore pezzato, dal nome del Camerun[5]
- East African Dog: cane da caccia del Kenya, di taglia grande[6]
- Hahoawu: un "pulito" di medie dimensioni (da 11 a 14 kg) cane da guardia del Togo, con una vista da lontano e un mantello di colore fulvo o rosso, ben adattato alla vita cittadina, dal nome del fiume Haho[7]
- Cane liberiano (aka Liberian Terrier): un cane simile a un terrier dell'Africa occidentale, piccolo e bruno-rossastro, dal nome della Liberia[8]
- Madagascar Hunting Dog: un cane da caccia del Madagascar
- Manboutou Dog: una variante locale del Nyam Nyam tenuta dalla tribù Mangbetu della Repubblica Democratica del Congo[9]
- Nyam Nyam (alias Zande Dog): un piccolo cane da caccia dell'Africa centrale con orecchie erette, una coda riccia e un pelo corto di colore fulvo, anche se simile o in qualche modo correlato al Basenji, dal nome della tribù Zande[9]
- Simaku: un ratter del Sud Africa, utilizzato anche per pulire i cantieri (raccogliendo rifiuti), sviluppato incrociando cani paria con terrier[10]
- Sudan Greyhound: un cane estinto da caccia alla lepre proveniente dal Sudan
- West African Mouse Dog: un piccolo estinto (36 cm) Ratter tipo Doberman Pinscher, con un mantello corto, liscio e rosso[11]
- Zulu Dog: un piccolo cane da guardia e da caccia con muso quadrato e mantello fulvo, dal nome della tribù Zulu.[12]

Per le seguenti razze è dubbio se appartengano o appartenessero a "cani del villaggio africano":
- Abyssinian Sand Terrier: un cane senza pelo probabilmente estinto;
- Bisharin Greyhound: un cane da caccia alla lepre del Sudan, con orecchie erette e coda riccia, dal nome della tribù Bishari[13]
- Dinka Greyhound: un cane da caccia paria simile a un Greyhound del Sudan, di tipo più ruvido rispetto alle altre razze sudanesi, con un pelo corto e fulvo, dal nome della tribù Dinka
- Cane glabro egiziano: un cane senza pelo estinto, parente stretto dell'Abyssinian Sand Terrier, di piccola taglia (41 cm), con orecchie pendenti[14]
- Shilluk Greyhound (aka Shilluk Dog): un cane da caccia di antilopi con un corpo robusto e orecchie semi-erette (piegate), solitamente di colore rosso con una maschera nera, dal nome della tribù Shilluk[15]
- Levriero di Zanzibar (aka Zanzibar Dog): un grande cane da caccia di Zanzibar (68 cm), con orecchie erette, un corpo robusto e un colore rosso-bianco, che si ritiene si sia sviluppato incrociando Salukis con cani pariah[16]

### Libri
- (EN) Sian Hall, Dogs of Africa, Loveland, Colorado, Alpine Blue Ribbon Books, 2003, ISBN 1-57779-039-1, OCLC 49859996.
- (EN) José R. Castelló, Canids of the world : wolves, wild dogs, foxes, jackals, coyotes, and their relatives, Princeton, New Jersey, Princeton University Press, 2018, ISBN 0-691-18372-4, OCLC 1043555560.
- (EN) R. Woodroffe, J.R. Ginsberg, D.W. Macdonald e IUCN/SSC Candid Specialist Group, The African Wild Dog: Status Survey and Conservation Action Plan, collana IUCN/SSC action plans for the conservation of biological diversity, IUCN, 1997, ISBN 978-2-8317-0418-0. URL consultato il 26 novembre 2020.
- M.E. Gompper, Free-Ranging Dogs and Wildlife Conservation, OUP Oxford, 2013, ISBN 978-0-19-164011-7. URL consultato il 26 novembre 2020.
- (EN) Lance Van Sittert e Sandra Swart, Canis Familiaris:A Dog History of South Africa, in South African Historical Journal, vol. 48, n. 1, Informa UK Limited, 2003,  pp. 138-173, DOI:10.1080/02582470308671929, ISSN 0258-2473 (WC · ACNP).
- L. Van Sittert e S.S. Swart, Canis Africanis: A Dog History of Southern Africa, Human-Animal Studies, Brill, 2008, ISBN 978-90-04-15419-3. URL consultato il 26 novembre 2020.
- (EN) J. Gallant, The Story of the African Dog, University of Natal Press, 2002, ISBN 978-1-86914-024-3. URL consultato il 26 novembre 2020.
- (EN) Desmond Morris, Dogs - The Ultimate Dictionary of over 1,000 Dog Breeds, North Pomfret, Vermont, Trafalgar Square, 2008, ISBN 978-1-57076-410-3.

### Riviste
- (EN) A. R. Boyko, R. H. Boyko, C. M. Boyko, H. G. Parker, M. Castelhano, L. Corey, J. D. Degenhardt, A. Auton, M. Hedimbi, R. Kityo, E. A. Ostrander, J. Schoenebeck, R. J. Todhunter, P. Jones e C. D. Bustamante, Complex population structure in African village dogs and its implications for inferring dog domestication history, in Proceedings of the National Academy of Sciences, Proceedings of the National Academy of Sciences, vol. 106, n. 33, 3 agosto 2009,  pp. 13903-13908, DOI:10.1073/pnas.0902129106, ISSN 0027-8424 (WC · ACNP).
- (EN) Greger Larson et al., Rethinking Dog Domestication by Integrating Genetics, Archeology, and Biogeography, su jstor.org, Proceedings of the National Academy of Sciences of the United States of America 109, n. 23, 2012,  pp. 8878-883. URL consultato il 26 novembre 2020.
- (EN) Yan-Hu Liu, Lu Wang, Tao Xu, Xiaomin Guo, Yang Li, Ting-Ting Yin, He-Chuan Yang, Yang Hu, Adeniyi C Adeola, Oscar J Sanke, Newton O Otecko, Meng Wang, Yaping Ma, Olaogun S Charles, Mikkel-Holger S Sinding, Shyam Gopalakrishnan, José Alfredo Samaniego, Anders J Hansen, Carlos Fernandes, Philippe Gaubert, Jane Budd, Philip M Dawuda, Eli Knispel Rueness, Lubin Jiang, Weiwei Zhai, M Thomas P Gilbert, Min-Sheng Peng, Xiaopeng Qi, Guo-Dong Wang e Ya-Ping Zhang, Whole-Genome Sequencing of African Dogs Provides Insights into Adaptations against Tropical Parasites, in Molecular Biology and Evolution, vol. 35, n. 2, Oxford University Press (OUP), 10 ottobre 2017,  pp. 287-298, DOI:10.1093/molbev/msx258, ISSN 0737-4038 (WC · ACNP).
- David Hancock, Archive 1, su Charwynne Dog Features. URL consultato il 29 novembre 2020.
- David Hancock, Archive 2, su Charwynne Dog Features. URL consultato il 29 novembre 2020.